# 무라마쓰번
무라마쓰 번(일본어: 村松藩 무라마츠한[*])은 일본 에도 시대 에치고국 간바라군(蒲原郡) 내의 무라마쓰・시타다(下田)・시치야(七谷)・미쓰케(見附) 지방을 지배했던 번이다. 번청은 니가타현 고센시에 있는 무라마쓰성이다.

## 번의 역사
무라마쓰번은 간에이 16년(1639년), 호리 나오요리의 둘째 아들 호리 나오토키가 야스다(安田)의 3만 석 영지를 받은 데에서 비롯되었다. 간에이 21년(1644년) 5월, 나오토키의 아들 호리 나오요시 때 영지 교체가 이루어져 진야를 야스다에서 무라마쓰로 옮기게 되었고, 이에 정식으로 무라마쓰 번이 설치되었다. 무라마쓰 번은 그 영지의 태반이 산간 지역이었기 때문에, 농지 개간을 행하여도 고쿠다카가 잘 늘어나지 않아, 조쿄 4년(1687년)에는 실질 고쿠다카가 4만 석이었다고 전해진다.
나오요시는 영내에 토지 조사를 실시하고 번의 지배를 확립했다. 그러나 나오요시 사후 재정 악화가 드러나면서, 번 통치 개혁이 이루어졌으나 효과는 없었다. 게다가 8대 번주 호리 나오쓰네 대에는 가로인 호리 겐바(堀玄蕃)을 중심으로 하여 농민 수탈에 의한 재정 개혁이 이루어져, 분카 11년(1814년) 무라마쓰 번 전 지역에서 농민 잇키가 발발했다.
9대 번주 호리 나오히데 대인 가에이 3년(1850년) 2월에는 성주격(城主格)이 되었고, 무라마쓰 진야를 성으로 개수하게 되었다. 나오히데는 가에이 6년(1853년)부터 번 통치의 주도권을 장악하고 개혁을 시행하였으나, 만엔 원년(1860년)에 나오히데의 후계자인 차기 번주 호리 나오야스가 7월 12일에, 나오히데는 9월 6일에 사망하면서, 개혁은 좌절되었다.
막부 말기에 무라마쓰 번에서는 존왕론이 대두되어, 존왕양이와 군제 개혁을 주장하는 계파가 대립하여, 게이오 2년(1866년) 11월, 존왕양이파 무사 7명을 보수파가 처형한 무라마쓰 7사 사건(村松七士事件)이 발생하는 등, 번 내부 사정은 혼란의 극치였다. 이 때문에 게이오 4년(1868년) 보신 전쟁에서는 신정부 편을 들어야 한다는 정의당(正義党)의 곤도 야스고로(近藤安五郎) 일파와 11대 번주 호리 나오요시를 중심으로 한 보수적 좌막파가 분열하였다. 그리하여 번주 나오요시 등이 오우에쓰 열번 동맹에 참가하여 요네자와번으로 도주하자, 야스고로는 9대 번주 나오히데의 막내아들인 호리 나오히로를 번주로 옹립하여 바로 신정부에 항복했다. 이 때문에 무라마쓰 번은 영지 지배를 인정받았다.
메이지 4년(1871년), 폐번치현에 의해 무라마쓰 번은 폐지되어 무라마쓰 현이 되었고, 같은 해 니가타현에 흡수되었다.

## 역대 번주
1. 호리 나오토키(堀直時) 재위 1639년 ~ 1643년
2. 호리 나오요시(堀直吉) 재위 1643년 ~ 1676년
3. 호리 나오토시(堀直利) 재위 1676년 ~ 1711년
4. 호리 나오유키(堀直為) 재위 1711년 ~ 1736년
5. 호리 나오타카(堀直堯) 재위 1736년 ~ 1785년
6. 호리 나오노리(堀直教) 재위 1785년 ~ 1795년
7. 호리 나오카타(堀直方) 재위 1795년 ~ 1802년
8. 호리 나오쓰네(堀直庸) 재위 1802년 ~ 1805년
9. 호리 나오히데(堀直央) 재위 1805년 ~ 1857년
10. 호리 나오야스(堀直休) 재위 1857년 ~ 1860년
11. 호리 나오요시(堀直賀) 재위 1860년 ~ 1868년
12. 호리 나오히로(堀直弘) 재위 1868년 ~ 1871년